# 張京鼎
張京鼎（2005年4月12日—），台灣業餘將棋棋手，出生於台北。他在16歲時贏得第8屆國際將棋大賽冠軍，隨後擔任國立清華大學的日本將棋社指導老師。

## 經歷
2018年開始下棋，在台灣將棋資源匱乏的情況下，透過網路及每週將棋俱樂部活動自學成才。在2021年取得三年一度的國際將棋大賽台灣代表資格，並擊敗中國、美國、白俄羅斯等地的代表取得台灣將棋史上首座世界冠軍。隨後與藤井聰太三冠（未來的名人、八冠制霸）進行紀念對局，被解說的羽生善治九段（永世七冠）譽為名局。
高中階段為自學生，並被媒體稱為「哲學少年」，以特殊選才錄取國立清華大學。